# Raionul Konotop (pre-2020), Sumî
Konotop (în ucraineană Конотопський район, transliterat: Konotopskîi raion) este un raion în regiunea Sumî, Ucraina. Reședința sa este orașul Konotop.

## Demografie
Componența lingvistică a raionului Konotop
     Ucraineană (97,4%)
     Rusă (2,18%)
     Alte limbi (0,26%)
Conform recensământului din 2001, majoritatea populației raionului Konotop era vorbitoare de ucraineană (97,4%), existând în minoritate și vorbitori de rusă (2,18%).